# St. Johannes Baptist (Schirnaidel)

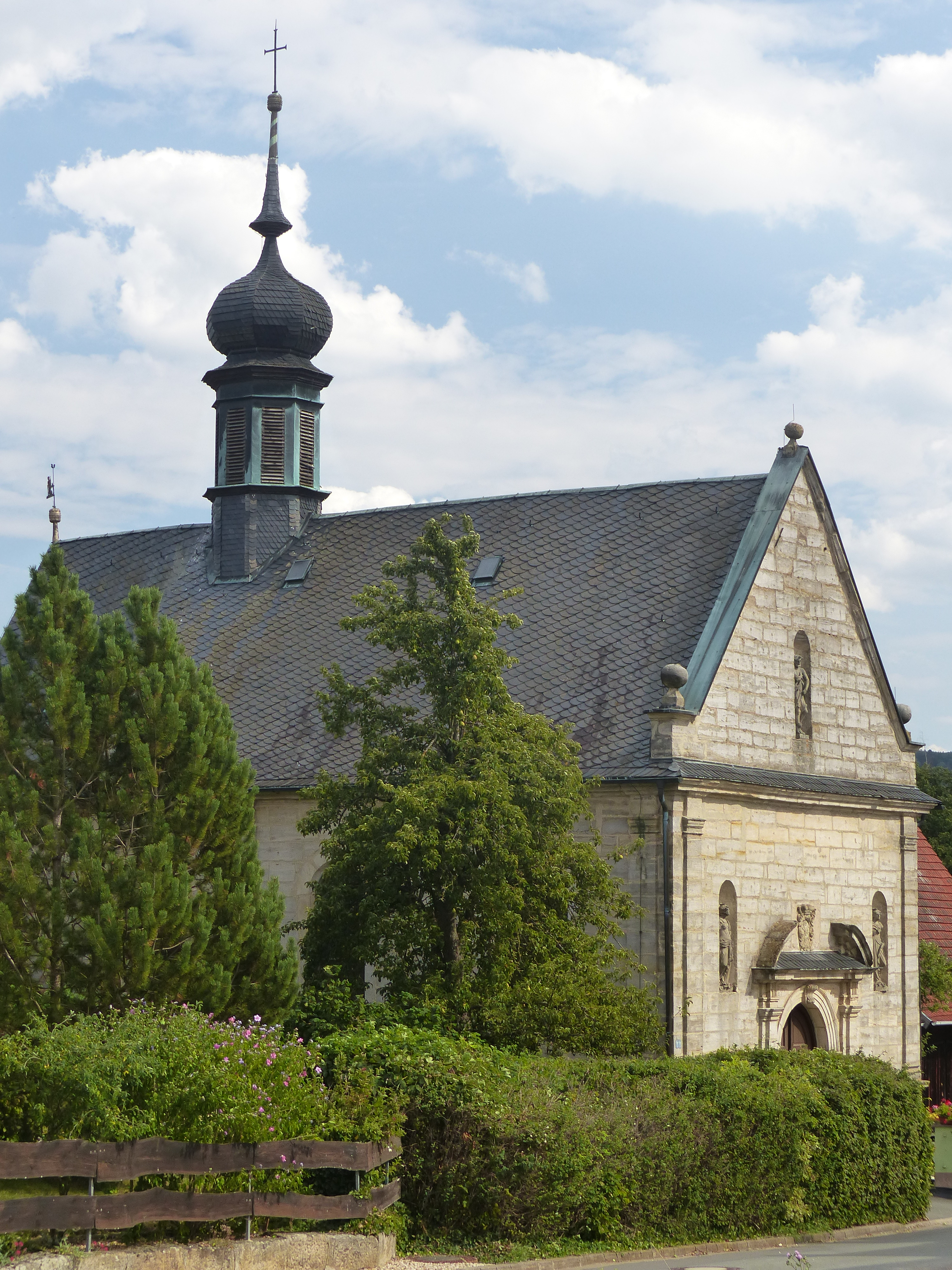
St. Johannes Baptist (Schirnaidel)

Die römisch-katholische, denkmalgeschützte Filialkirche St. Johannes Baptist befindet sich in Schirnaidel, einem Gemeindeteil der Marktgemeinde Eggolsheim im Landkreis Forchheim (Oberfranken, Bayern). Die Kirche ist unter der Denkmalnummer D-4-74-123-117 als Baudenkmal in der Bayerischen Denkmalliste eingetragen. Die Kirche gehört zum Seelsorgebereich Jura-Aisch im Dekanat Forchheim des Erzbistums Bamberg. Kirchenpatron ist der heilige Johannes der Täufer.

## Beschreibung
Die Saalkirche aus Quadermauerwerk wurde von 1717 bis 1719 nach einem Entwurf von Johann Dientzenhofer erbaut. Sie besteht aus einem Langhaus und einem eingezogenen, dreiseitig geschlossenen Chor im Osten. Die Seitenwände von Langhaus und Chor sind mit toskanischen Pilastern gegliedert. Aus dem Satteldach des Langhauses erhebt sich im Westen ein achteckiger, mit einer Zwiebelhaube bedeckter Dachreiter, der hinter den Klangarkaden den Glockenstuhl beherbergt. Das mit einem Sprenggiebel mit dem Wappen des Lothar Franz von Schönborn in der Mitte bedeckte Portal, das von zwei Statuen in Nischen, links der heiligen Margareta, rechts der heiligen Katharina, flankiert wird, befindet sich in der Fassade im Westen. Eine weitere Statue, die des Täufers Johannes, befindet sich in einer Nische im Giebel der Fassade.
Die Innenräume des durch einen Chorbogen getrennten Langhauses und Chors sind mit  Stichkappengewölben überspannt. Das Altarretabel des 1719 gebauten Hochaltars ist eine Darstellung der Taufe Jesu. Die Seitenaltäre wurden von 1727 bis 1729, die Kanzel an der Nordwand des Langhauses um 1730 geschaffen. Die hölzerne Statue eines heiligen Wendelin schuf um 1800 Friedrich Theilern, die Statue der Anna selbdritt entstand bereits im 17. Jahrhundert.
Die Orgel mit acht Registern auf zwei Manualen und Pedal wurde von G. F. Steinmeyer & Co. in das alte Gehäuse eingebaut.